# バナナ等価線量

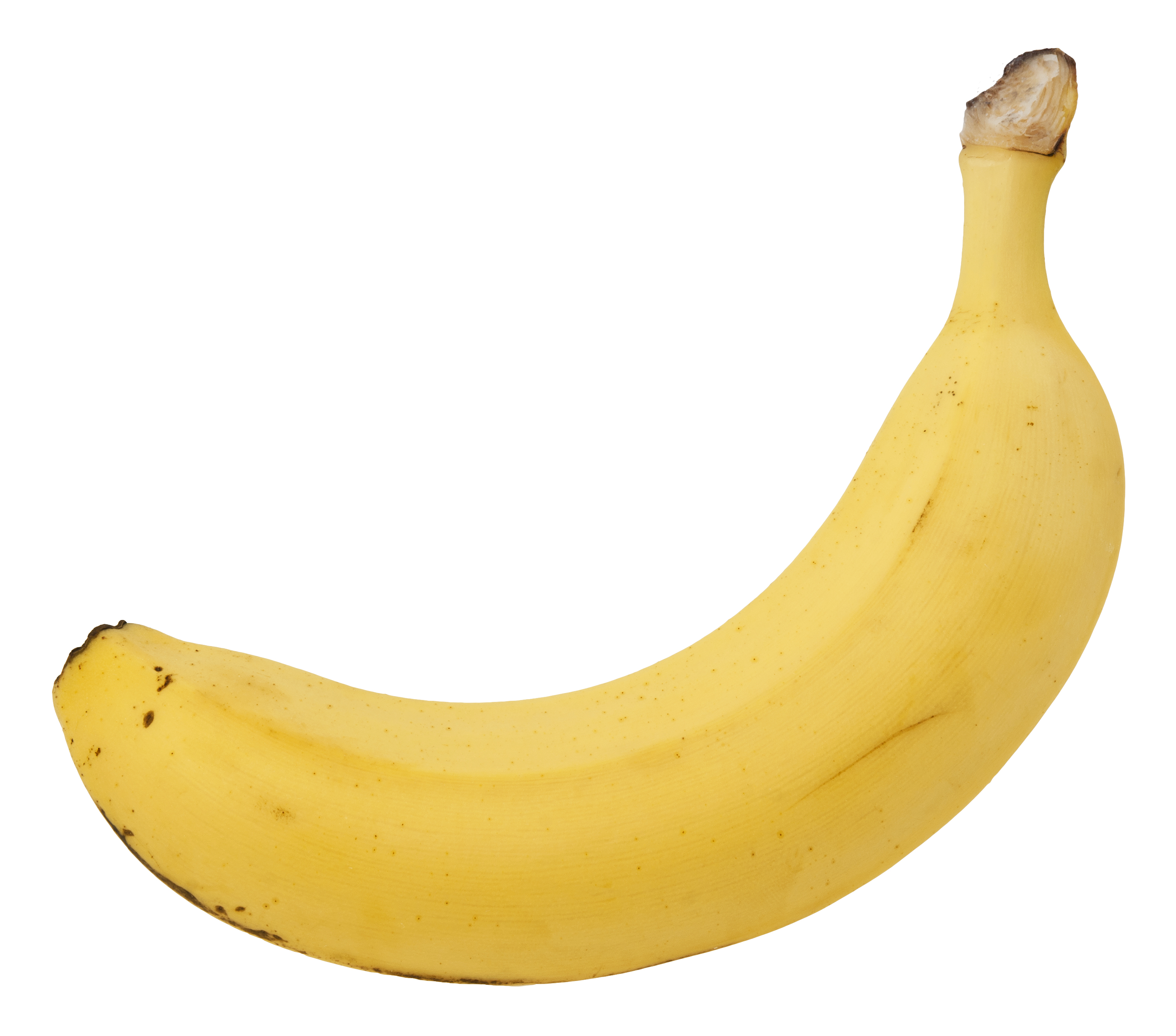
1本のバナナにはカリウム40の形で天然起源放射性物質が含まれる。

バナナ等価線量（バナナとうかせんりょう、英: Banana Equivalent Dose, BED）は、放射線被曝量を表す非公式な指標。バナナには天然放射性同位体、特に天然に存在するカリウムの同位体のひとつであるカリウム40 (40K)が含まれている。バナナ等価線量はバナナを1本食べたときに受ける線量を表すもので、およそ0.1マイクロシーベルトに相当するとされる。しかし、実際には代謝によって体内のカリウム40の量は平衡に保たれるため、バナナを食べることによって被曝線量が増加することはない。バナナ等価線量は非常に低レベルの放射能が自然食品中に存在することを一般公衆に知らせることのみを目的としており、線量測定に正式に採用されているわけではない。

## 歴史
この概念の起源は定かではないが、初期の言及のひとつとして、1995年のRadSafe原子力安全メーリングリストにおいてローレンス・リバモア国立研究所のGary Mansfieldが「バナナ等価線量」が「一般公衆に極低線量被曝（そしてそれに対応する微小なリスク）について説明しようとするときに非常に有用」であるとわかったと述べている。ここでは9.82×10−8シーベルトつまり約0.1マイクロシーベルトを150グラムのバナナに相当するとみなすことが提案された。
化学者の山崎昶はバナナ等価線量について「もともとは英国のBBCの記事から始まった」、「ジョーク半分に定められた単位だったのに、いつの間にか市民権を得た」としている。

## 有用性
放射線のリスクは専門的知識のない一般人には評価が難しいものだが、バナナ等価線量に換算して表示することが、リスクの程度を直感的なイメージとして伝えるのに役立つことがある。また、ごく微量の放射線は日常生活のあらゆるところに存在しているということや、微量であれば全く害のない普通の物質であっても、大量に摂取すれば重大な健康リスクになりうるということを示す意味でも、バナナ等価線量は有用だとされる。

## 批判
バナナを摂食することによってカリウムによる被曝が増えることはないため、バナナ等価線量は欠陥のある概念であるといくつかの情報源で指摘されている。
体内のカリウム（そして40K）の量はホメオスタシスによってほぼ一定に保たれており、 食物から吸収された過剰量と同等の量がすぐに排泄される。
バナナを摂食したことによる線量の増加が持続するのは、腎臓によって体内のカリウム量が正常に戻されるまでのわずかな時間のみである。これに対して、EPAの換算係数は純粋な40Kの摂取後に体内のカリウム同位体比が天然同位体比に戻るまでに要する時間に基づいており、生物学的半減期はEPAによると30日とされている。
通常人体には1kg当たり2.5gのカリウムが含まれている。人体が持つカリウムによる放射能は、体重60kgの成人男子で約4000Bqであり、これによる年間の内部被曝線量は、0.17ミリシーベルト（mSv）となる。